# 阿部光
阿部 光（あべ ひかる、1987年6月5日 - ）は日本のレーシングドライバー、実業家。秋田県出身、神奈川県横浜市育ち。
元レーシングドライバーで実業家の阿部翼は実兄。

## 人物
全日本カート選手権に参戦していた両親の影響で、兄弟で揃ってレーシングカートを始める。鈴鹿サーキットレーシングスクールを卒業後、フォーミュラチャレンジ・ジャパンやスーパー耐久に2012年まで参戦。その後一旦活動休止し、SUPER GTのGT300クラスに参戦するグッドスマイルレーシングに帯同しながら、小林可夢偉のマネージャー業に従事していた。
2021年、ドッグフードの販売やドッグランの運営を行う会社「DOGOH（ドゴー）」を設立した。その間にも全日本カート選手権にスポット参戦を続け、同年にはFIA-F4選手権のもてぎラウンドにスポット参戦をした。
2022年にはPerformance Tech Motorsportよりデイトナ24時間レースのLMP3クラスに参戦した。
現在は会社経営の傍ら、レーシングカートの大会を主催する等、マルチに活動をしている。

## 戦績
- 2000年 - カートを始める
- 2001年 - 大井松田カートシリーズ・L-STDクラス（シリーズチャンピオン）
- 2002年 - 全日本カート選手権・ICAクラス
- 2003年 - 全日本カート選手権・ICAクラス
- 2004年 - 全日本カート選手権・ICAクラス
- 2006年 - ARTAチャレンジ・RSOクラス
- 2007年 - SRS-F鈴鹿サーキットレーシングスクール卒業
- 2008年 - フォーミュラチャレンジ・ジャパン（#1 XGamut光翼屋FCJ）（シリーズ20位）
- 2009年 - CJ SUPERRACE CHAMPIONSHIP
- 2010年
  - スーパー耐久・ST-4クラス＜Rd.1&2スポット参戦＞（TRACY SPORTS #41 TRACY SPORTS S2000）
  - スーパー耐久・ST-3クラス＜Rd.4スポット参戦＞（TECHNO FIRST #35 asset・テクノファースト Z）
- 2012年 - スーパー耐久・ST-4クラス（W.S. ENGINEERING #116 	W.S.ENGINEERING S2000）（シリーズ9位）
- 2015年 - KOREA SUPER RACE
- 2018年 - 全日本カート選手権・OK部門
- 2019年 - 全日本カート選手権・OK部門
- 2020年 - 全日本カート選手権・OK部門
- 2021年 - FIA-F4選手権＜Rd.11&12スポット参戦＞（ZAP SPEED #14）
- 2022年 - デイトナ24時間レース・LMP3クラス（Performance Tech Motorsport #38 リジェ JS P320・日産）
- 2023年 - 全日本カート選手権・FP-3部門

### FIA-F4選手権
| 年     | チーム    | 1    | 2    | 3    | 4    | 5    | 6    | 7    | 8    | 9    | 10   | 11      | 12      | 13   | 14   | 順位 | ポイント |
| ------ | --------- | ---- | ---- | ---- | ---- | ---- | ---- | ---- | ---- | ---- | ---- | ------- | ------- | ---- | ---- | ---- | -------- |
| 2021年 | ZAP SPEED | FSW1 | FSW2 | SUZ1 | SUZ2 | TRM1 | TRM2 | TRM3 | SUG1 | SUG2 | SUG3 | TRM1 21 | TRM2 25 | FSW1 | FSW2 | 33位 | 0        |

### デイトナ24時間レース
| 年     | チーム                                   | コ・ドライバー                                           | 使用車両             | クラス | 周回 | 総合順位 | クラス順位 |
| ------ | ---------------------------------------- | -------------------------------------------------------- | -------------------- | ------ | ---- | -------- | ---------- |
| 2022年 | パフォーマンス・テック・モータースポーツ | ギャレット・グリスト ダニエル・ゴールドブルグ ニコ・ピノ | リジェ・JS P320-日産 | LMP3   | 588  | DNF      | DNF        |